# Lepanus latheticus
Lepanus latheticus là một loài bọ cánh cứng trong họ Bọ hung (Scarabaeidae).